# Maciej Hamankiewicz
Maciej Hamankiewicz (ur. 1954 w Sosnowcu) – polski lekarz internista, działacz samorządu lekarzy, od 2010 do 2018 prezes Naczelnej Rady Lekarskiej.

## Życiorys
W 1979 ukończył studia lekarskie w Śląskiej Akademii Medycznej, gdzie w 2003 otrzymał stopień doktora nauk medycznych po obronie pracy pt. „Wczesna odpowiedź interleukin 6 i 2, oraz TNF na podanie interferonu alfa 2b u chorych na przewlekłe wirusowe zapalenie wątroby typu C”. Był nauczycielem akademickim w Akademii Wychowania Fizycznego im. Jerzego Kukuczki w Katowicach. Jest ordynatorem oddziału chorób wewnętrznych w szpitalu św. Elżbiety w Katowicach, Grupa American Heart of Poland.
Od 1993 należy do Naczelnej Izby Lekarskiej i Śląskiej Izby Lekarskiej. Był skarbnikiem i przewodniczącym Okręgowej Rady Lekarskiej w Katowicach. Jest członkiem  Konwentu Przewodniczących Rad Lekarskich, delegatem na Krajowy i Okręgowy Zjazd Lekarzy. W 2010 został prezesem Naczelnej Rady Lekarskiej, zastępując Konstantego Radziwiłła. W 2014 wybrano go ponownie na tę funkcję. Zakończył pełnienie funkcji w 2018.
Jest koordynatorem zdarzeń szkoleniowych dla lekarzy. Realizator powołania Pełnomocnika ds. Zdrowia Lekarzy Śląskiej Izby Lekarskiej i Instytutu ds. Zdrowia Lekarzy.

## Odznaczenia i wyróżnienia
Odznaczony Złotym Krzyżem Zasługi (2009). Otrzymał Odznakę „Zasłużony dla Kultury Polskiej” (2006) i Odznakę honorową Za Zasługi dla Województwa Śląskiego.
Jest laureatem plebiscytu „Najlepszy Lekarz Śląska 2000”.